# Krzysztof Niedziółka (hokeista)
Krzysztof Niedziółka (ur. 9 lutego 1969 w Nowym Targu) – polski hokeista, reprezentant Polski.

## Kariera
- Podhale Nowy Targ (1986-1990)
- Gap (1990-1992)
- Ours de Villard-de-Lans (1992-1994)
- Albatros de Brest (1994-2004)

W latach 80. był zawodnikiem macierzystego Podhala Nowy Targ. W barwach reprezentanci Polski do lat 18 uczestniczył w turnieju mistrzostw Europy juniorów do lat 18 w 1987, w barwach reprezentacji do lat 20 uczestniczył w turniejach mistrzostw świata juniorów do lat 20 w 1988 (Grupa A), 1989 (Grupa B), a w barwach seniorskiej reprezentacji Polski brał udział w turnieju mistrzostw świata w 1990 (Grupa B). W trwającym od 29 marca do 8 kwietnia 1990 we Francji turnieju (w miastach Lyon i Megève) zajął z kadrą szóste miejsce, zaś po w nocy przed odlotem do Polski opuścił hotel i nie powrócił do kraju wraz z reprezentacją.
W latach 90. występował w klubach francuskich w pierwszym, drugim, trzecim i czwartym poziomie rozgrywkowym. Zakończył karierę w zespole z Brest, grając w ostatnich latach na pozycji obrońcy.

## Sukcesy
Klubowe
- Złoty medal mistrzostw Polski: 1987 z Podhalem Nowy Targ
- Brązowy medal mistrzostw Polski: 1989 z Podhalem Nowy Targ
- Srebrny medal mistrzostw Polski: 1990 z Podhalem Nowy Targ
- Srebrny medal mistrzostw Francji: 1995 z Albatros de Brest
- Złoty medal mistrzostw Francji: 1996, 1997 z Albatros de Brest